# William Wordsworth
William Wordsworth, född 7 april 1770 i Cockermouth i Cumberland, död 23 april 1850 i Ambleside i Cumberland, var en brittisk romantisk poet. Han var farbror till biskoparna Charles och Christopher Wordsworth.

## Biografi
William Wordsworth erhöll sin utbildning vid universitetet i Cambridge. Under en resa till Frankrike i början på 1790-talet förälskade han sig i Marie-Anne Vallon, som födde en utomäktenskaplig dotter.
Tillbaka i England skapade han sig ett hem tillsammans med sin syster, Dorothy Wordsworth och de båda flyttade 1797 till Somerset. Detta för att han skulle vara närmare Samuel Taylor Coleridge med vilken han samarbetade i verket Lyrical Ballads (1798) och som anses vara romantikens genombrott i England.
År 1807 utkom Poems, där hans mästerverk Intimations of Immortality ingår. Han är mest känd för sina dikter inspirerade av naturen, såsom I Wandered Lonely as a Cloud. Han utnämndes till Poet Laureate (hovpoet) 1843.
Composed upon Westminster Bridge, September 3, 1802 är en av hans mest kända dikter.